# 十二指肠

腹部器官的位置

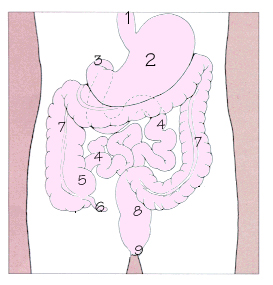
人体胃肠道：
1=食管，2=胃，3=十二指肠，4=迴肠，5=盲肠，6=阑尾，7=结肠，8=直肠，9=肛门

十二指肠（duodenum）是多数高等脊椎动物的小肠起始段，有时候也称为前肠或近侧小肠。十二指肠是小肠最短的部分，之后是空肠和回肠。人类的十二指肠长约25－38厘米。
从十二指肠球部起始，至十二指肠悬肌结束，可分为上部（球部）、降部、水平部和升部。十二指肠包绕胰头，并固定于腹腔后壁。而十二指肠大乳头则是肝胰壶腹的开口处。
哺乳动物、爬行动物和鸟类拥有十二指肠，鱼类的十二指肠则不明显。是哺乳动物吸收铁元素的主要部位。人类的十二指肠向左，动物的则朝前开口。

## 命名
十二指肠的拉丁文duodenum来自中古拉丁语，全称是intestīnum duodēnum digitōrum，長達十二个指头併起的寬度的小肠。拉丁表达方式可能是对希腊语十二指头长dodekadaktylon （δώδεκαδάκτυλοv）的直译。

## 分泌腺
- 布倫納氏腺
- 利貝昆氏腺

## 人类十二指肠解剖学
十二直肠的分部：
- 上部：上部与降部转折处形成的弯曲称十二指肠上曲。十二指肠上部近侧与幽门相连接的一段肠管，称为十二指肠球。
- 降部：至第3腰椎体右侧，弯向左行，转折处的弯曲称十二指肠下曲。降部下端的圆形隆起称十二指肠大乳头，为肝胰壶腹的开口处。

胆胰管汇合部（pancreaticobiliary junction，PBJ）是胆总管末端、主胰管开口和十二指肠乳头之间的区域，其构成主要包括胆胰流出道、Oddi括约肌（sphincter of Oddi，SO）、十二指肠乳头黏膜以及伴随的血管、淋巴和神经等组织。
- 水平部：又称下部，肠系膜上动、静脉紧贴此部前面下行。

十二指肠窗：临床上将十二指肠上部、降部和水平部呈C字形部位称十二指肠窗。
- 升部：最短的分部，十二指肠与空肠转折处形成的弯曲称十二指肠空肠曲。

## 疾病
幽門螺桿菌是臨床上常見於十二指腸的細菌感染，嚴重者易導致胃及十二指肠潰瘍。潰瘍通常發生在十二指腸的前段，此處胃酸剛進入小腸，還未與十二指腸分泌的鹼性物質混合。

## 外部連結
- （英文）duodenum 在韦斯利诺曼的解剖课上（乔治城大学）
- abdominal(腹腔)-十二指腸（Duodenum）（页面存档备份，存于）
- (MCQs on Duodenum )（页面存档备份，存于）